# Métro de Nanchang
Le Métro de Nanchang (nom officiel, chinois : 南昌市城市轨道交通 ; litt. « Transports sur piste de la ville de Nanchang » ou plus simplement 南昌地铁, « Métro de Nanchang ») est l'un des systèmes de transport en commun de Nanchang, capitale de la province du Jiangxi, en république populaire de Chine. L'inauguration de la première ligne, originellement prévue pour 2014, a été repoussée à fin 2015.  À la date de fin décembre 2021 le réseau avait 4 lignes, et faisait 128.3 km (79.7 mi) de longueur. Un total de 163 km (101.3 mi) est prévu, dont 5 lignes sont en phase de planification.

## Réseau
En 2019, le réseau comptait deux lignes, les lignes 1 et 2.
La construction de la ligne 1 a commencé le 29 juillet 2009 Elle a ouvert le 26 décembre 2015, compte 24 stations et présente une longueur de 28,7 km.
La ligne 2 fut inaugurée le 18 août 2017. Elle était longue de 19,6 km comptait alors 17 stations. Cette ligne fut prolongée à l'Est le 30 juin 2019 et compte désormais 28 stations pour une longueur de 31,5 km.